# Fjallkona

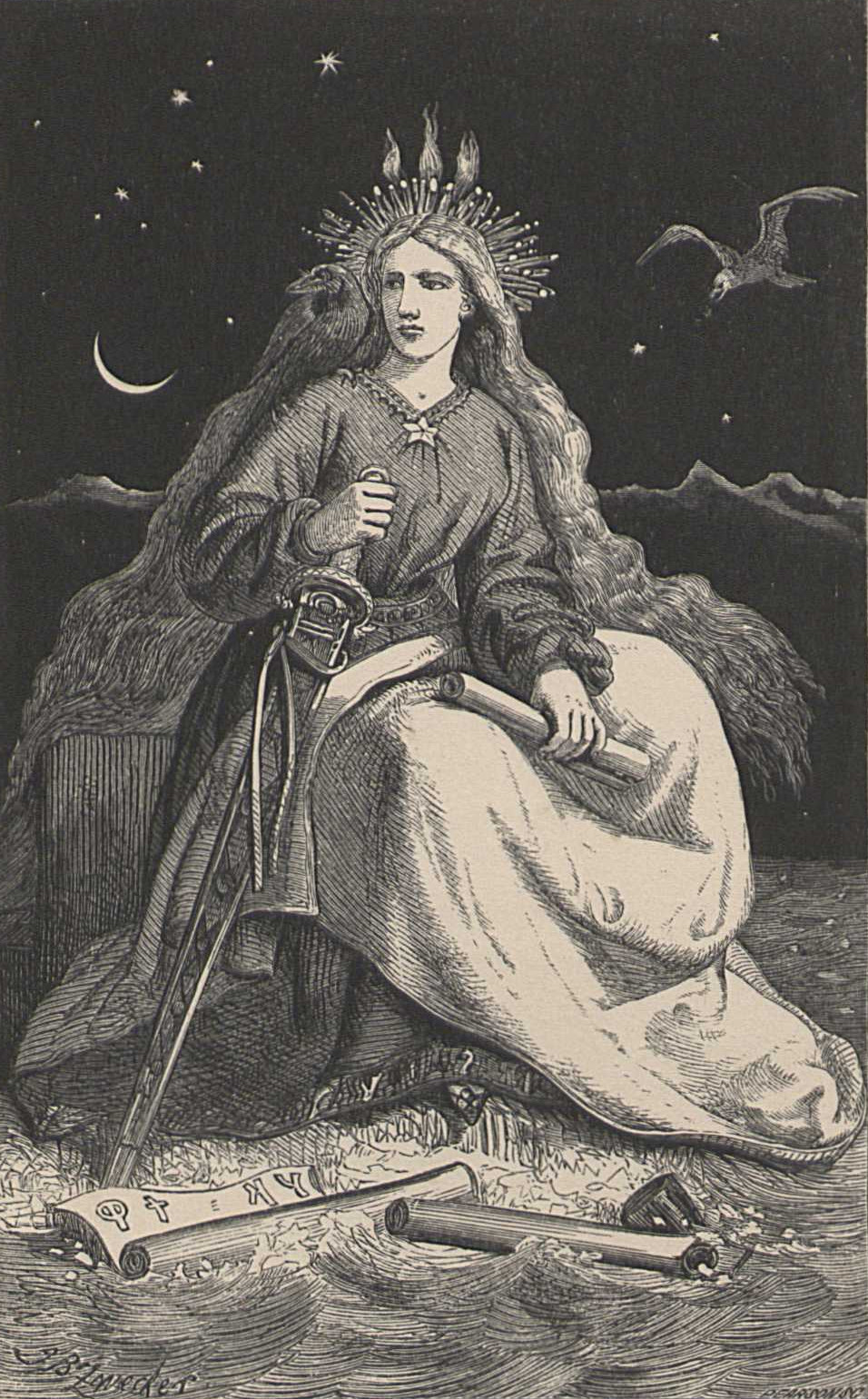
Fjallkona podle J. B. Zweckera

Fjallkona (Paní hory) je symbolická ženská postava, která je od doby národního obrození považována za personifikaci Islandu. Jako první ji zmínil básník Eggert Ólafsson v polovině osmnáctého století. První známé zobrazení pořídil malíř Johann Baptist Zwecker v ilustraci ke sbírce islandských pověstí, kterou vydal roku 1866 Jón Árnason. Ztělesnění Islandu má podle něj podobu ženy v dlouhém rouchu s korunou z ledu a ohně na hlavě, jejími atributy jsou krkavec, meč a svitky starých ság. Symbolický význam fjallkony je vysvětlován tradicí samostatných islandských žen, jejichž muži trávili většinu času na moři. Při různých slavnostech, zejména oslavě státního svátku 17. června, je součástí průvodu žena v národním kroji a s vysokým čepcem na hlavě, představující fjallkonu. Tento zvyk se dodržuje jak na samotném Islandu, tak mezi vystěhovalci v Severní Americe, zejména v oblasti tzv. Nového Islandu v provincii Manitoba.